# Battlestar Galactica: Blood and Chrome
Battlestar Galactica: Blood and Chrome est une série dérivée de Battlestar Galactica en dix parties d'environ dix minutes et diffusées sur internet du 9 novembre au 7 décembre 2012, puis remontée sous forme d'un téléfilm de 90 minutes, diffusé le 10 février 2013 sur Syfy. S'insérant chronologiquement entre Caprica et Battlestar Galactica, l'action se déroule lors de la dixième année de la guerre Cylon, c'est-à-dire quarante ans avant la destruction des Douze Colonies. Le récit suit William Adama, un jeune pilote répondant au surnom de « Husker », assigné au tout nouveau battlestar de la flotte coloniale : le Galactica. 
En France, le téléfilm de 90 minutes a aussi été diffusé le 10 février 2013 sur Syfy France, sous le titre La Flotte fantôme.

## Synopsis
Les Douze Colonies de Kobol sont à la dixième année d'une guerre interminable avec les Cylons, et celle-ci se déroule mal. L'enseigne William Adama vient de sortir de l'académie de pilotage et se retrouve affecté sur le Battlestar Galactica. Mais alors qu'il se voyait déjà pilote de chasse auréolé de gloire, il se retrouve assigné au lieutenant Coker Fasjovik et à son transport rapace pour des opérations de soutien et de logistique.
Sa première mission: livrer une civile, le Dr Becca Kelly, aux chantier navals de Scorpion pour ensuite ramener des pièces détachées pour le vaisseau. Sauf qu'une fois hors de portée du Galactica, ils se voient remettre de nouveaux ordres de l'Amirauté pour une mission secrète: rejoindre une flotte fantôme pour participer à une offensive majeure qui vise à renverser le cours de la guerre et permettre enfin aux humains de battre les Cylons...

## Distribution
- Luke Pasqualino (VF : Juan Llorca) : enseigne William « Husker » Adama
- Ben Cotton (VF : Laurent Morteau) : lieutenant C. « Coker » Fasjovik
- Lili Bordán (en) (VF : Gaëlle Savary) : Dr Becca Kelly
- John Pyper-Ferguson (VF : Éric Legrand) : sergent-chef Xander Toth des Marines Coloniaux
- Zak Santiago (VF : Fabien Jacquelin) : capitaine Armin Diaz, chef du groupe aérien embarqué du Galactica
- Leo Li Kiang : sergent des Marines de l'Osiris
- Mike Dopud (VF : Sam Salhi) : capitaine Deke Tornvald, chef d'escadrille du Galactica
- Brian Markinson (VF : Serge Faliu) : commandant Silas Nash, capitaine du Galactica
- Adrian Holmes (en) : lieutenant Decklan Elias
- Karen LeBlanc (VF : Laura Zichy) : lieutenant Jenna McGavin
- Carmen Moore : lieutenant Leotie Nina
- Jordan Weller : pilote Seamus Fahey
- Terry Chen : premier maître Tiu,  chef de pont du Galactica
- Tom Stevens : Marine Baris
- Sebastian Spence (VF : Éric Aubrahn) : lieutenant Jim Kirby
- Tricia Helfer (VF : Laura Préjean) : Numéro six
- Allison Warnyca : lieutenant Jaycie McGavin
- Levins Toby : pilote Sandman
- Jill Teed : commandant Ozar, capitaine de l'Osiris
Version française
  - Société de doublage : Mediadub International[2]
  - Direction artistique : Stanislas Forlani[2]

 Source et légende : version française (VF) sur RS Doublage

## Production
En octobre 2010, Syfy commande un pilote de deux heures qui sera réalisé par Jonas Pate.
L'attribution des rôles a débuté en janvier 2011, incluant Luke Pasqualino et Ben Cotton. La production a débuté au début février 2011 à Vancouver, ajoutant Lili Bordán (en) à la distribution.
Après l'annonce de l'annulation de diffusion par Syfy en mars 2012 à la suite de la diffusion de la bande annonce, le pilote a servi de base et a été compilé avec les neuf autres épisodes pour former un téléfilm de 90 minutes. Le 9 novembre 2012, le téléfilm est diffusé sur YouTube, avant une future diffusion sur la chaîne Syfy et une sortie en DVD.

## Bande originale
Bear McCreary, qui a composé la majeure partie de la musique de la série, a également composé celle de Blood & Chrome. Un album en édition limitée a été publié le 12 mars 2013. Il comprend les pistes suivantes :
1. Dear Dad 3:58
2. The Galactica 1:37
3. The Mission Begins 2:00
4. Becca's Past 2:42
5. Archeron 5:37
6. The Ghost Fleet 2:03
7. Coker and Kirby 1:48
8. The Last Battle of the Osiris 8:39
9. Emergency Landing 1:58
10. The Ice Cave 5:23
11. You Will Regret This 5:38
12. Coker's Interlude 2:50
13. Ski Lodge Battle 6:28
14. Automated Cylon Transmission Relay 2:58
15. A Cylon Spy 4:01
16. Coker's Photo 2:32
17. Husker 3:12
18. Apocalypse: Blood and Chrome 4:53